# WBSC Africa
La WBSC Africa anteriormente conocida como Asociación Africana de Béisbol y Softbol (ABSA) es el ente rector de ambos deportes en África y que es responsable de los torneos de béisbol y softbol que se organizan en el continente como el béisbol en los Juegos Panafricanos.

## Historia
El ente fue creado el 8 de junio de 1990 en Lagos, Nigeria por nueve miembros, los cuales fueron:
| - Angola - Botsuana - Ghana | - Lesoto - Namibia - Nigeria | - Sierra Leona - Zambia - Zimbabue |

Su primer presidente, elegido de manera unánime, fue el zimbabuense Malcolm Burne en una ceremonia realizada en el Ministerio de Deportes de Nigeria y su primer congreso se realizó en 1992 en Harare, Zimbabue, teniendo varios por año, teniendo como principales sede Zimbabue y Sudáfrica.
En 1992 organizaron la primera copa de béisbol en África en Zimbabue con la participación de 4 selecciones (Sudáfrica, Zimbawe, Nigeria y Zambia) y la primera edición de béisbol en los Juegos Panafricanos en 1999, aunque el ente no regula los torneos como la Copa Africana y los de categorías menores.
Actualmente la ABSA cuenta con 24 miembros:
| - Angola - Botsuana - Burkina Faso - Camerún - Chad - Gambia | - Ghana - Costa de Marfil - Kenia - Lesoto - Liberia - Mali | - Marruecos - Namibia - Níger - Nigeria - Senegal - Sierra Leona | - Sudáfrica - Togo - Túnez - Uganda - Zambia - Zimbabue |

## Ranking
Actualmente Sudáfrica es el único miembro de la asociación que aparece en el ranking mundial.
| Posiciones al 26 de noviembre de 2014 | Posiciones al 26 de noviembre de 2014 | Posiciones al 26 de noviembre de 2014 | Posiciones al 26 de noviembre de 2014 |
| ABSA Rank                             | IBAF Rank                             | País                                  | Pts                                   |
| ------------------------------------- | ------------------------------------- | ------------------------------------- | ------------------------------------- |
| 1                                     | 29                                    | Sudáfrica                             | 33.00                                 |